# Репродуктивні права
Репродуктивні права — це законні права та свободи, що стосуються репродукції та репродуктивного здоров'я, різні у країнах світу. Репродуктивні права є підмножиною сексуального та репродуктивного здоров'я та прав. За визначенням ВООЗ:
Репродуктивні права ґрунтуються на визнанні основного права всіх пар та осіб вільно та відповідально вирішувати кількість та час народження дітей, мати інформацію та засоби для цього, а також право на досягнення найвищого рівня сексуального та репродуктивного здоров'я. Вони також включають право всіх ухвалювати рішення щодо розмноження без дискримінації, примусу та насильства.
Репродуктивні права жінок включають наступні: рух за права на аборти; контрацепцію; відсутність примусової стерилізації та контрацепції; право на доступ до якісного репродуктивного медичного обслуговування; і право на сексуальну освіту, щоб робити вільні та обґрунтовані вибір щодо розмноження. Репродуктивні права можуть також включати право на отримання інформації просексуальність, про хвороби, що передаються статевим шляхом, та інші аспекти сексуальності, право на менструальне здоров'я та захист від таких видів насильства проти жінок, як каліцтво жіночих геніталій (FGM).
Репродуктивні права почали розвиватися як підгрупа прав людини на Міжнародній конференції ООН з прав людини 1968 року. Резолюція стала першим міжнародним документом, що визнав одне з цих прав: «Батьки мають основне право людини вільно та відповідально визначати кількість своїх дітей». Проблеми сексуального, гінекологічного та психічного здоров'я жінок не були пріоритетом ООН, поки Десятиліття жінок (1975—1985) не висунуло їх на перший план. Однак держави повільно включали ці права в міжнародно-правові документи. Таким чином, хоча деякі з них вже визнані у м'якому праві (юридично обов'язкових міжнародних документах з прав людини), інші згадуються лише в необов'язкових рекомендаціях, тому мають у кращому випадку статус м'якого права в міжнародному праві, через що лишаються на рівні адвокації.
Питання, пов'язані з репродуктивними правами, є одними з найбільш суперечливих питань прав у всьому світі, незалежно від соціально-економічного рівня населення, релігії чи культури.
Питання репродуктивних прав часто представляють життєво важливими в дискусіях та статтях організації, що опікуються населенням.

## Контроль популяції

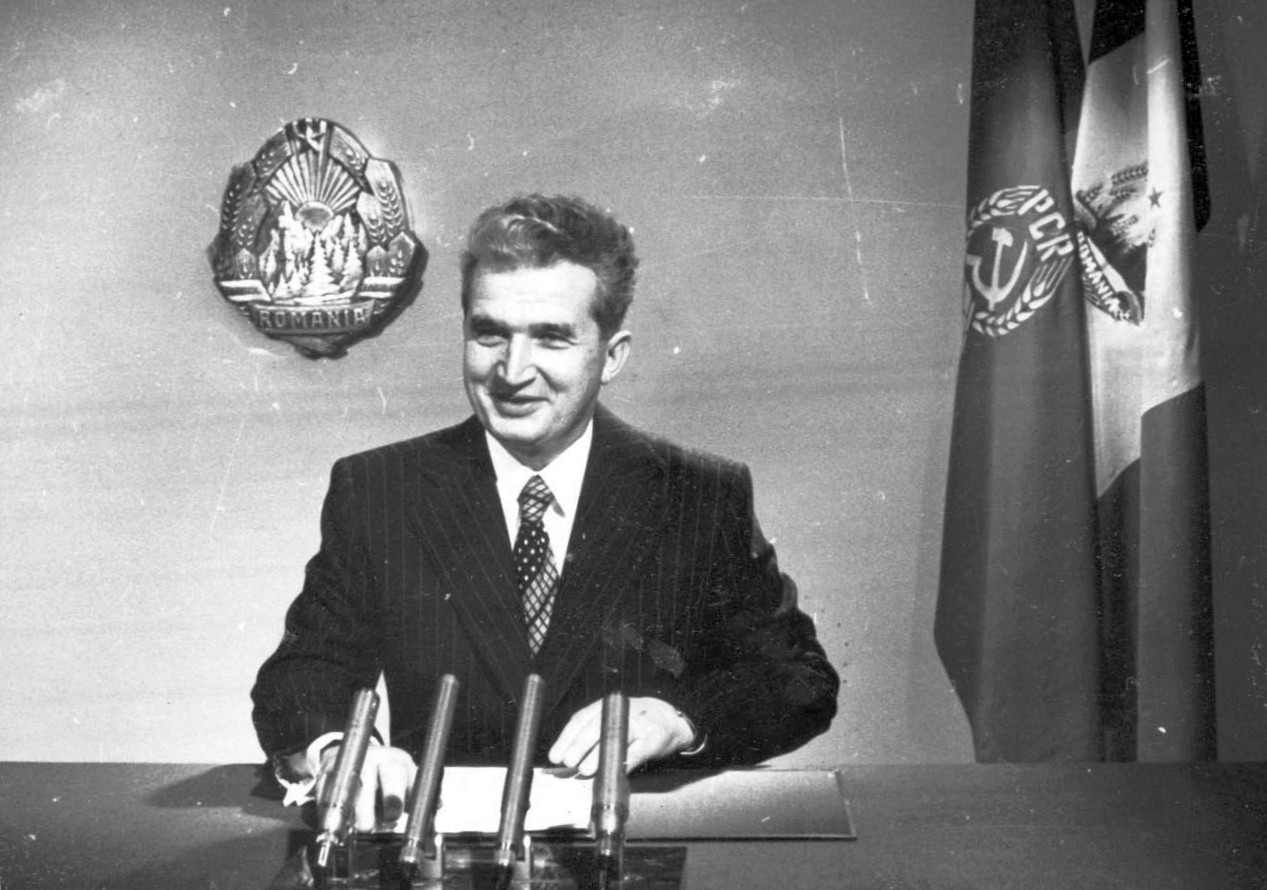
Ніколае Чаушеску намагався збільшував населення шляхом насильства

У ХХ столітті кілька авторитарних урядів прагнули збільшити або зменшити народжуваність, часто шляхом насильницького втручання. Однією з найвідоміших наталістських політик є політика, ведена в комуністичній Румунії в 1967—1990 роки Ніколае Чаушеску, який заборонив аборти і контрацепцію, ввів рутинні тести на вагітність, податки на бездітність та юридичну дискримінацію бездітних. Політика Чаушеску вилилася в смерті понад 9000 жінок у результаті незаконних абортів, збільшення кількості дітей в дитбудинках, безпритульних дітей в 1990-ті (коли багато дитячих будинків були закриті, а діти залишилися на вулицях), а також переповнення будинків та шкіл. Іронія агресивної наталістської політики Чаушеску полягала в тому, що покоління, яке народилося, очолило Румунську революцію, яка повалила і режим і стратила його.
Антиподом політиці Чаушеску була політика Китаю щодо однієї дитини, яка діяла з 1978 по 2015 рік і включала такі зловживання, як вимушені аборти. Ця політика також була визнана відповідальною за загальну практику селективних абортів (абортування плодів жіночої статі через гендерні стереотипи), який призвів до порушення співвідношення статей в країні.
З 1970-х до 1980-х між активістками жіночого здоров'я, які просувають репродуктивні права жінок як частину підходу, заснованого на правах людини, з одного боку, та прихильниками контролю населення з іншого, зростала напруга. На Всесвітній конференції ООН з питань народонаселення в Мехіко в 1984 році політика контролю за населенням зазнала критики від захисників жіночого здоров'я, які доводили, що вузька спрямованість цих політик призводить до примусу та зниження якості медичної допомоги, і що ця політика ігнорує різноманітний соціальний та культурний контекст, в якому планування сім'ї забезпечувалося в країнах, що розвиваються. У 1980-х епідемія ВІЛ/СНІДу змусила ширше обговорення статі в публічному дискурсі багатьох країн, що призвело до більшої уваги до питань репродуктивного здоров'я, окрім зменшення народжуваності. Зростаюча протидія вузькому фокусу контролю над населенням призвела до значного відхилення на початку 1990-х років від минулої політики контролю населення.

## Історія

### Прокламація у Тегерані
У 1945 р. Статут ООН містив обов'язок «сприяти… загальній повазі та дотриманню прав людини та основних свобод для всіх без дискримінації щодо раси, статі, мови чи релігії». Однак Статут не визначав цих прав. Через три роки ООН прийняла Загальну декларацію прав людини (ЗДПЛ), перший міжнародно-правовий документ, що розмежовував права людини; однак ЗДПЛ не згадує репродуктивні права.
Репродуктивні права почали з'являтися як підмножина прав людини в Прокламації у Тегерані 1968 року, де сказано: «Батьки мають основне право людини вільно та відповідально визначати кількість та час народження своїх дітей».
Це право було підтверджене Генеральною Асамблеєю ООН в Декларації про соціальний прогрес і розвиток 1969 року, в якій зазначено: «Сім'я як основна одиниця суспільства і природне середовище для зростання і добробуту всіх її членів, особливо дітей та молоді, повинні отримувати допомогу та захист, щоб могти повною мірою взяти на себе свої обов'язки в межах громади. Батьки мають виключне право вільно та відповідально визначати кількість та час народження своїх дітей». Міжнародна жіноча конференція ООН у 1975 р. повторила Прокламацію Тегерану.

### Каїрська програма дій
20-річна «Каїрська програма дій» була прийнята в 1994 році на Міжнародній конференції з питань народонаселення та розвитку (ICPD) у Каїрі. Необов'язкова Програма дій стверджувала, що уряди несуть відповідальність за задоволення репродуктивних потреб людей, а не демографічні цілі. Вона рекомендувала надавати послуги з планування сім'ї в контексті інших служб репродуктивного здоров'я, включаючи послуги щодо здорових та безпечних пологів, догляду за ХПСШ та догляду після аборту. МКНР також розглядала такі питання, як насильство проти жінок, торгівля сексуальними продуктами та здоров'я підлітків. Каїрська програма є першим міжнародним політичним документом, що визначає репродуктивне здоров'я:
Репродуктивне здоров'я ― це стан повного фізичного, психічного та соціального благополуччя, а не лише відсутність захворювань чи вад у всіх питаннях, що стосуються репродуктивної системи та її функцій та процесів. Отже, репродуктивне здоров'я означає, що люди здатні вести повне і безпечне сексуальне життя, а також здатність до розмноження та свободу вирішувати, коли і як часто це робити. У цьому останньому стані мається на увазі право чоловіків та жінок бути поінформованими та мати доступ до безпечних, ефективних, доступних та прийнятних методів планування сім'ї на їх вибір, а також інших методів регулювання народжуваності, які не суперечить закону, а також право доступу до відповідних медичних послуг, що дозволить жінкам безпечно пройти вагітність та пологи та забезпечать парам найкращі шанси мати здорове немовля [п. 72].
На відміну від попередніх демографічних конференцій, у Каїрі був представлений широкий спектр інтересів від низового до урядового рівня. У МКНР взяли участь 179 держав, у яких взяли участь 11 тисяч представниць(-ків) урядів, неурядових організацій, міжнародних установ та громадських активістів(-ок). МКНР не розглядав далекосяжні наслідки епідемії ВІЛ/СНІДу. У 1999 р. Рекомендації ICPD + 5 були розширені, включивши освіту щодо СНІДу, дослідження та запобігання передачі інфекції від матері до дитини, а також розробцку вакцин та мікробіцидів.
Каїрську програму дій прийняли 184 держави-членкині ООН. Тим не менш, багато латиноамериканських та ісламських держав зробили до неї офіційні застереження, зокрема, до її концепції репродуктивних прав та сексуальної свободи, ставлення до абортів та до потенційної несумісності із ісламським законодавством.
Виконання Каїрської програми дій значно відрізняється між країнами. У багатьох країнах напруженість після МКНР з'явилась із впровадженням підходу, заснованого на правах людини. З моменту ICPD багато країн розширили свої програми репродуктивного здоров'я та намагалися інтегрувати служби охорони здоров'я матері та дитини з плануванням сім'ї. Більше уваги приділяється здоров'ю підлітків та наслідкам небезпечного аборту. Лара Кнудсен зауважує, що МКНР вдалося довести феміністичні меседжі до літератури урядів та агентств з питань населення, але в багатьох країнах основні концепції не застосовуються широко на практиці. На двох підготовчих зустрічах до ICPD+10 в Азії та Латинській Америці США за адміністрації Джорджа Буша були єдиною державою, яка виступила проти Програми дій ICPD.

### Пекінська платформа
Четверта Всесвітня конференція щодо жінок у Пекіні 1995 р. у своїй декларації та Платформі дій, що не мають обов'язкової сили, підтримала визначення Каїрської програми репродуктивного здоров'я, але встановила ширший контекст репродуктивних прав:
Права людини включають право контролювати та вільно й відповідально вирішувати питання, пов'язані з її сексуальністю, включаючи сексуальне та репродуктивне здоров'я, вільне від примусу, дискримінації та насильства. Рівні стосунки між жінками та чоловіками у питаннях сексуальних стосунків та відтворення, включаючи повну повагу до цілісності особи, вимагають взаємної поваги, згоди та спільної відповідальності за сексуальну поведінку та її наслідки[п. 96].
Пекінська платформа розмежувала 12 взаємопов'язаних критичних сфер прав жінок, які потребують адвокації. Платформа визначила репродуктивні права жінок як «неподільні, універсальні та невід'ємні права людини». Платформа четвертої Всесвітньої конференції щодо жінок 1995 року включала розділ, який засуджував гендерне насильство та включав примусову стерилізацію як порушення прав людини. Однак міжнародне співтовариство в цілому не підтвердило, що жінки мають право на охорону репродуктивного здоров'я, і в наступні роки після конференції 1995 р. країни запропонували мову для послаблення репродуктивних та сексуальних прав. Ця конференція також вперше мала посилання на права корінних народів та права жінок одночасно, об'єднавши їх в одну категорію, що потребує конкретного представництва. Репродуктивні права є дуже політизованими, що ускладнює прийняття законодавства.

### Джок'якартські принципи
Принципи Джок'якарти щодо застосування міжнародного права прав людини щодо сексуальної орієнтації та гендерної ідентичності, запропоновані групою експертів у листопаді 2006 р., але ще не включені державами в міжнародне право заявляє у своїй преамбулі, що «міжнародне співтовариство визнало права осіб вільно та відповідально вирішувати питання, пов'язані з їх сексуальністю, включаючи сексуальне та репродуктивне здоров'я, вільні від примусу, дискримінації та насильства». Відносно репродуктивного здоров'я, принцип 9 «Право на гуманне поводження, перебуваючи в ув'язненні» вимагає, щоб «держави впровадили адекватний доступ до медичної допомоги та консультування, відповідні потребам ув'язнених, визнаючи будь-які особливі потреби людей на основі їх сексуальної орієнтації та гендерної ідентичності, у тому числі щодо репродуктивного здоров'я, доступу до інформації та терапії щодо ВІЛ/СНІДу, доступу до гормональної чи іншої терапії, а також до методів зміни статі, якщо це бажано». Тим не менш, африканські, карибські та ісламські країни, а також Росія заперечували проти використання цих принципів як стандартів прав людини.

### Зловживання державами
Зловживання державою проти Репродуктивними правами зловживали як праві, так і ліві уряди. 
- Серед цих зловживань спроби примусово збільшити народжуваність ― однією з найвідоміших наталістичних політик ХХ століття була політика комуністичної Румунії 1967—1990-х, під час правління комуністичного лідера Ніколае Чаушеску, який заборонив аборти та контрацепцію, регулярно тестував жінок на вагітність, увів податки на бездітність та юридичну дискримінацію бездітних;

- Політика зниження народжуваності ― політика однієї дитини в Китаї (1978—2015). На даний час населення Китаю вже не має тенденцію до надмірної народжуваності і влада Китаю скасувала "політику однієї дитини", щоб збільшити народжуваність, та ці спроби є недієвими.
- Примусові шлюби, передбачені державою, також практикувались авторитарними урядами як спосіб впливати на чисельність населення: режим «червоних кхмерів» у Камбоджі систематично примушував людей до шлюбу, щоб збільшити населення і продовжити революцію.[34]
- Деякі уряди запровадили євгенічну політику примусової стерилізації «небажаних» груп населення (проти етнічних меншин у Європі та Північній Америці у ХХ столітті.
- У Латинській Америці проти корінного населення у 90-х; в Перу президента Альберто Фухіморі (на посаді з 1990 по 2000) звинуватили в геноциді та злочинах проти людства за підсумком програми стерилізації, запровадженої його адміністрацією, спрямованої на корінне населення (головним чином на кечуа та аймарів).[35]

## Права людини як основа репродуктивних прав
Права людини використовували як основу для аналізу та оцінки зловживань, особливо для примусової чи гнітючої державної політики. Розробка репродуктивних прав людини та програм контролю населення розподілена за расовими та класовими ознаками, причому білі західні жінки переважно зосереджуються на доступі до абортів (особливо під час другої хвилі фемінізму 1970-1980-х), замовчуючи кольорових жінок Глобального Півдня або маргіналізованих жінок Глобальної Півночі (темношкірі та корінні жінки, ув'язнені, отримувачки соціального забезпечення), яких примусово стерилізували чи примушували користуватись контрацепцією. Півкуля ділиться і так: феміністки Півночі виступають за тілесну автономію жінок та політичні права, жінки Глобального Півдня — за основні потреби за рахунок зменшення бідності та рівності в економіці.
Репродуктивні права жінок просуваються в контексті права на свободу від дискримінації та соціального та економічного статусу жінок.

## Репродуктивні права жінок
Фонд народонаселення ООН (UNPFA) та Всесвітня організація охорони здоров'я (ВООЗ) виступають за репродуктивні права з основним акцентом на правах жінок. ООН та ВООЗ зосереджуються тут на ряді питань: від доступу до послуг з планування сім'ї, сексуальної освіти, менопаузи та зменшення акушерського насильства до взаємозв'язку між репродуктивним здоров'ям та економічним статусом.
За даними Управління Верховного комісара ООН з прав людини: «Сексуальне та репродуктивне здоров'я жінок пов'язане з безліччю прав людини, включаючи право на життя, право на свободу від катувань, право на здоров'я, право на приватне життя, право на освіту та заборону дискримінації».

Були зроблені спроби проаналізувати соціально-економічні умови, що впливають на реалізацію репродуктивних прав жінки. Термін репродуктивна справедливість був використаний для опису цих більш широких соціальних та економічних проблем. Прихильники(-ці) репродуктивної справедливості стверджують, що хоча право на легалізований аборт та контрацепцію застосовується до всіх, цей вибір має значення лише для тих, хто має ресурси, і що зростає розрив між доступом та доступністю. 

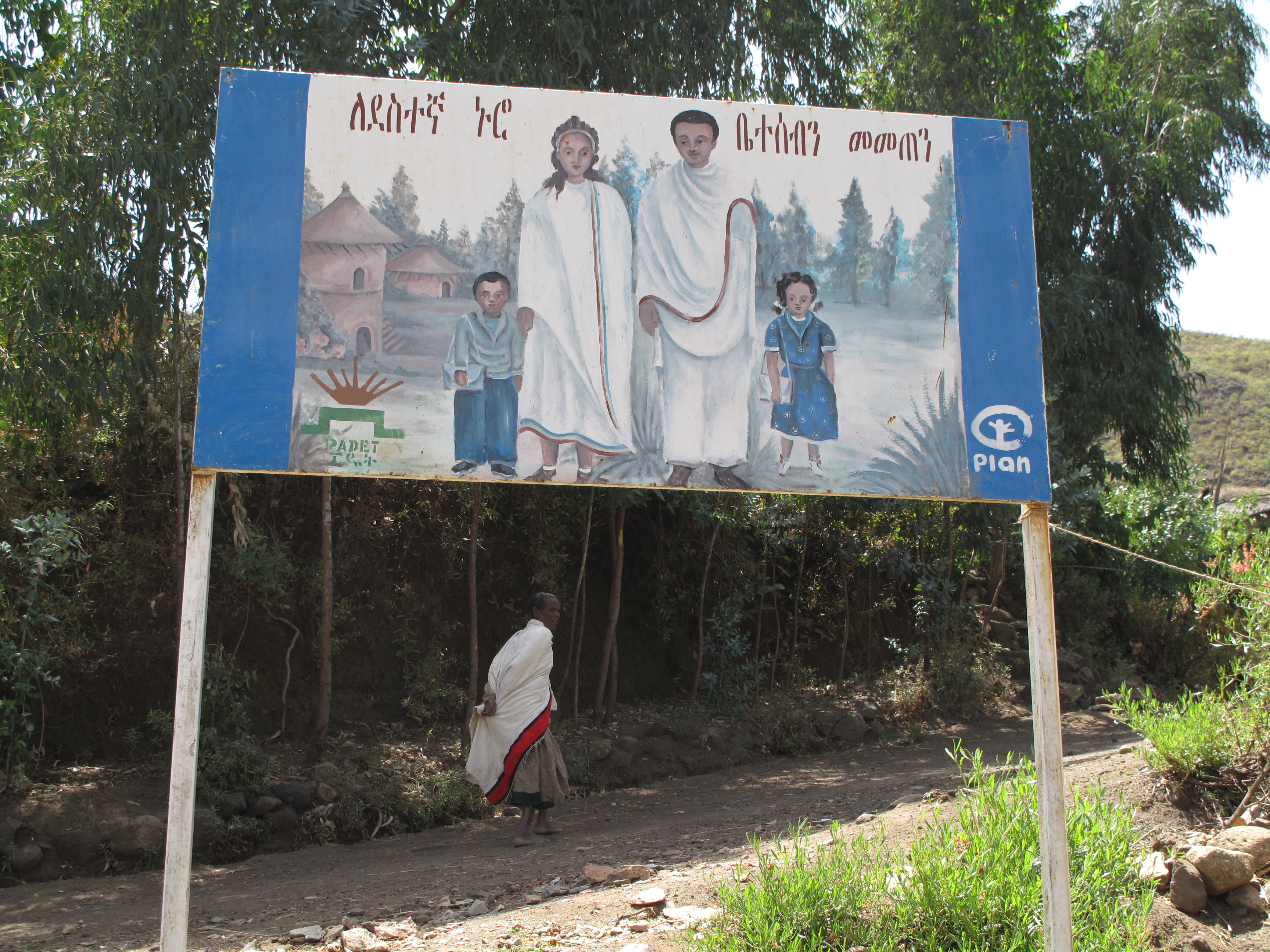
Плакат демонструє позитивні наслідки планування сім'ї (Ефіопія): уникнення бідності, кращу освіту, будинок, врожай

### Гендерна рівність та насильство проти жінок
Вирішення питань гендерного насильства має вирішальне значення для досягнення репродуктивних прав. народонаселення посилається на «рівність для чоловіків і жінок, щоб дати можливість людям робити вільний та усвідомлений вибір у всіх сферах життя, вільний від дискримінації за ознакою статі» та «сексуальну і репродуктивну безпеку, включаючи свободу від сексуального насильства і примусу, а також право на приватне життя як частину досягнення репродуктивних прав». Фонд стверджує, що право на свободу та безпеку особи, основне для репродуктивних прав, зобов'язує держави:
- Вжити заходів для запобігання, покарання та викорінення всіх форм гендерного насильства,
- Усунути калічення жіночих геніталій.

### Воєнне сексуальне насильство
Секснасильство під час збройних конфліктів ― це сексуальне насильство, вчинене учасниками бойових дій під час збройних конфліктів, війни чи військової окупації, часто як мародерство. Але іноді, особливо в умовах етнічних конфліктів, явище має ширші соціологічні мотиви: зґвалтування часто використовують як тактику ведення війни та загрозу міжнародній безпеці. Сексуальне насильство під час збройних конфліктів є порушенням репродуктивних прав і часто призводить до примусової вагітності та ХПСШ. Такі сексуальні порушення стосуються переважно жінок та дівчат, але можуть траплятися і зґвалтування чоловіків, наприклад, у Конго.

### Контрацепція
Контрацепція, також відома як контроль за фертильністю, ― це всі методи, що використовувані для запобігання вагітності. Контрацепція застосовувався з давніх часів, але ефективні й безпечні її методи стали доступними лише в ХХ столітті. Планування, надання доступності та використання контрацепції називається плануванням сім'ї. Деякі культури обмежують або перешкоджають доступу до контрацепції, оскільки вважають, що контролювати репродуктивну функцію громадян(к)ам морально, релігійно чи політично небажано.
Усі методи контрацепції критикують, особливо релігія, в деяких частинах світу. Опозиція націлена не лише на сучасні методи, а й на «традиційні»; наприклад, консервативна християнська ідеологія заохочує максимізувати продовження роду і виступає проти всіх форм контролю над народжуваністю, включаючи природне планування сім'ї.

### Примусова стерилізація та примусовий аборт
Жінки етнічних меншин часто ставали жертвами програм примусової стерилізації, такі як американки в деяких районах Латинської Америки та ромські жінки.
Стамбульська конвенція, перший юридично зобов'язуючий документ в Європі в галузі насильства проти жінок та домашнього насильства, забороняє примусову стерилізацію та примусовий аборт:
```
Стаття 39 — Примусовий аборт та примусова стерилізація: 
```

```
Сторони вживають необхідних законодавчих або інших заходів для забезпечення криміналізації таких навмисних дій:
* аборт жінки без її попередньої та поінформованої згоди;
* проведення хірургічного втручання, метою якого чи наслідком є припинення здатності жінки до природного розмноження без її попередньої та усвідомленої згоди або розуміння процедури.
```

### Безпечний аборт
Конвенція про ліквідацію всіх форм дискримінації щодо жінок визначає криміналізацію абортів «порушенням сексуального та репродуктивного здоров'я та прав жінок» та формою гендерного насильства. Однак значна частина країн криміналізує аборти, тому їх роблять нелегальним шляхом. Небезпечні аборти становлять ризики для здоров'я та життя жінок.
За дослідженням ВООЗ та Інститутом Гуттмахера у всьому світі, в період з 2010 по 2014 рік щороку робилося 25 мільйонів небезпечних абортів (45 % усіх абортів). 97 % небезпечних абортів відбуваються в країнах, що розвиваються в Африці, Азії та Латинській Америці. На відміну від цього, більшість абортів, проведених в Західній та Північній Європі та Північній Америці, були безпечними.

### Материнська смертність

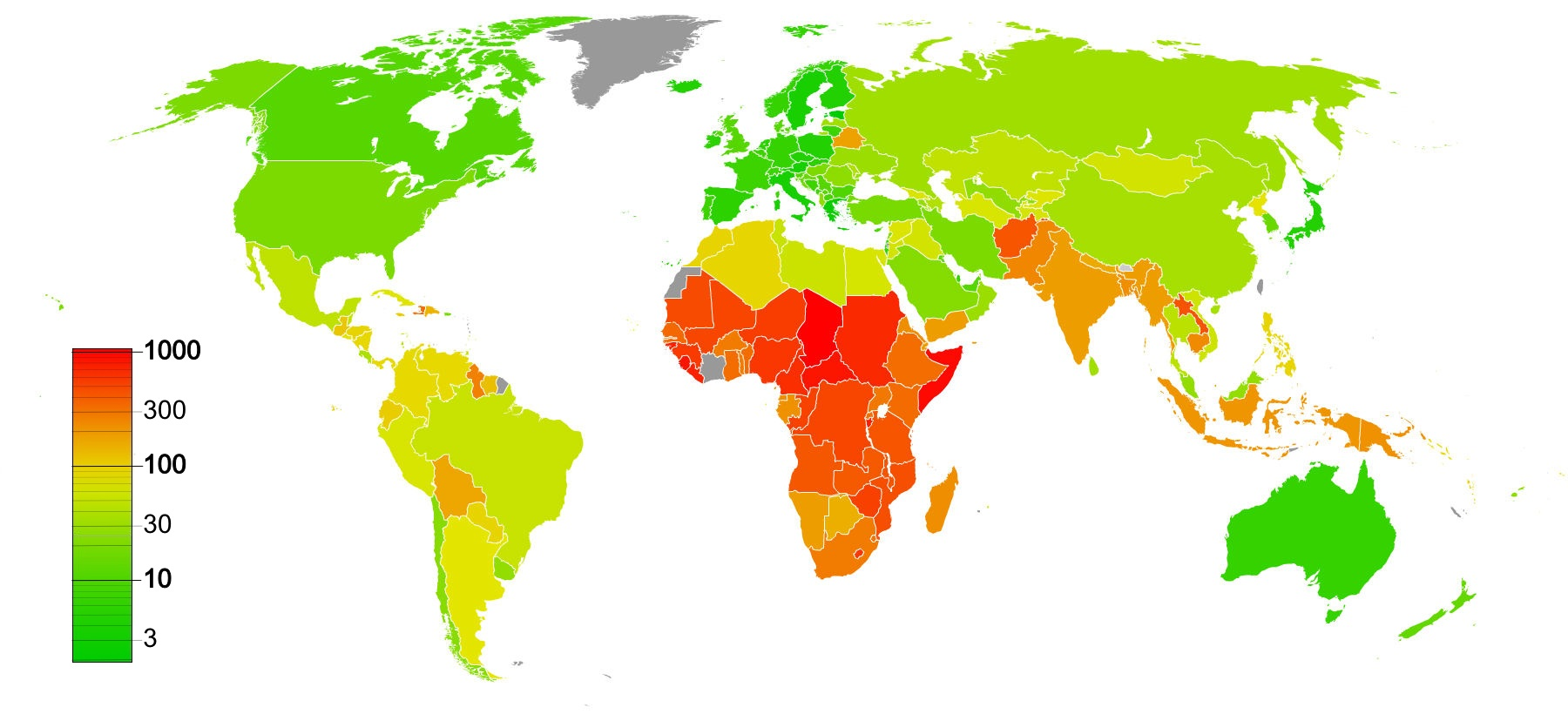
Рівень материнської смертності у світі

Смерть матері визначається ВООЗ як «смерть жінки під час вагітності або протягом 42 днів після переривання вагітності, незалежно від тривалості та місця вагітності, від будь-якої причини, пов'язаної з/або погіршеної вагітністю або управління нею, але не з випадкових причин». За підрахунками, у 2015 році близько 303 000 жінок померли під час вагітності та пологів та після них, і 99 % таких смертей відбувається в країнах, що розвиваються.

### Калічення жіночих геніталій

Поширеність FGM

Калічення жіночих геніталій (FGM) визначається як «усі процедури, які передбачають часткове або повне видалення зовнішніх жіночих статевих органів або інше пошкодження жіночих статевих органів з немедичних причин». Процедура не приносить користі для здоров'я, може спричинити серйозні кровотечі та проблеми із сечовипусканням, кісти, інфекції та ускладнення при пологах та підвищений ризик смерті новонароджених. Його проводять з традиційних, культурних чи релігійних міркувань у багатьох частинах світу, особливо в Африці. Стамбульська конвенція забороняє жіноче обрізання (стаття 38).

### Викрадення (купівля) нареченої та репродуктивне рабство

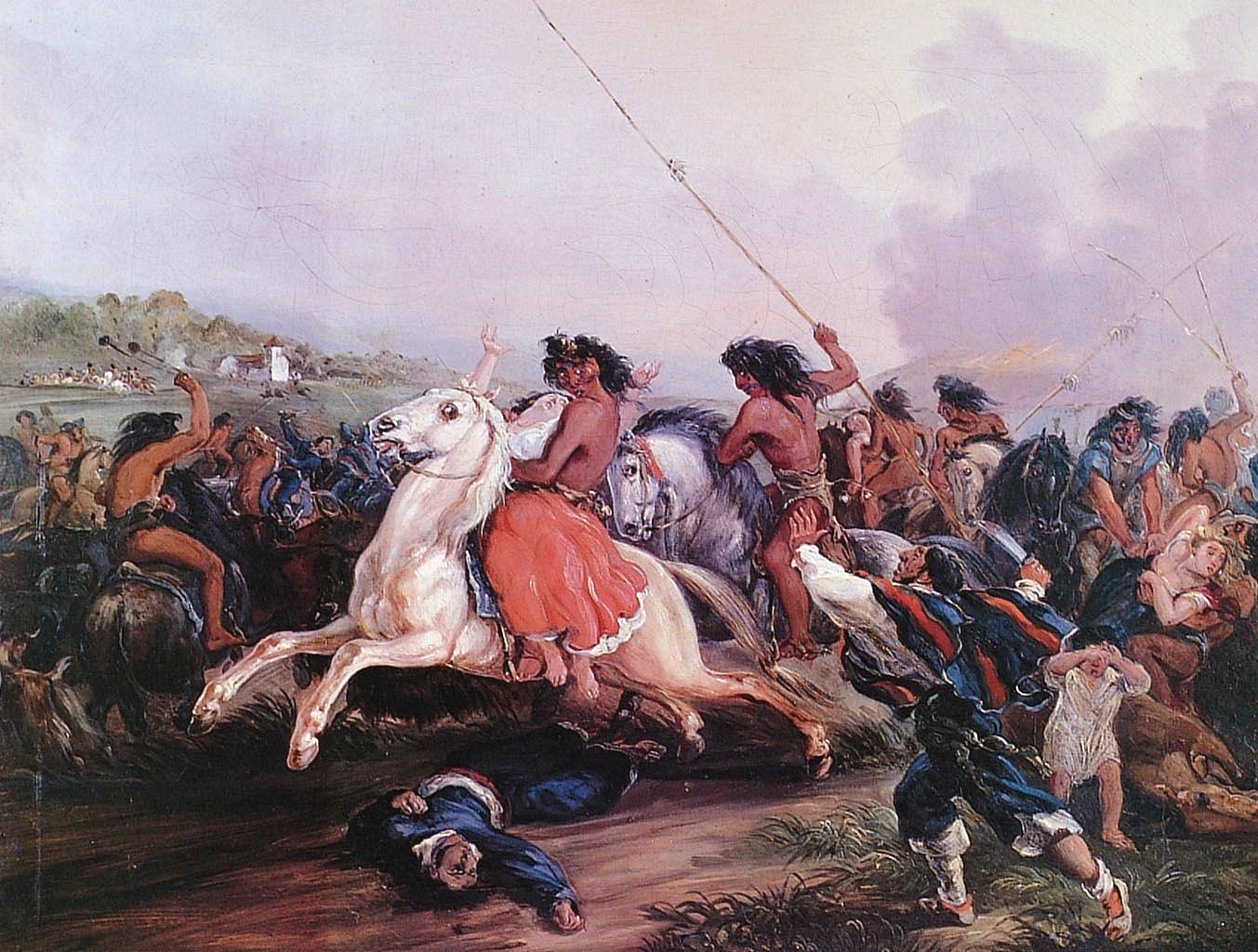
На картині зображена чилійська жінка, викрадена під час Малона

Викрадення наречених або шлюб шляхом викрадення ― це практика, при якій жінку чи дівчину викрадають з метою примусового шлюбу. Викрадення наречених історично практикувалось у багатьох частинах світу, і сьогодні воно продовжує траплятися в деяких місцях, особливо в Центральній Азії та на Кавказі, в таких країнах, як Киргизстан, Таджикистан, Казахстан, Туркменістан, Узбекистан та Вірменія, а також в Ефіопії. Викраденню нареченої часто передує згвалтування (або наслідком цього може бути вагітність), яке змушує прийти до шлюбу ― практика, яка також підтримується «законом про сватання насильника». Викрадення жінок може відбуватися в індивідуальному масштабі або масово. Raptio ― це латинський термін, що стосується широкомасштабного викрадення жінок, як правило, для шлюбу або сексуального рабства, особливо під час війни.
Ціна нареченої, яку також називають нареченою, ― це гроші, майно чи інша форма багатства, яку виплачує наречений або його сім'я батькам жінки, з якою він одружується. Практика встановлення ціни нареченої іноді призводить до того, що батьки продають молодих дочок заміж і до торгівлі ними. Ціна нареченої поширена в Африці. Такі примусові шлюби часто призводять до сексуального насильства та примусової вагітності. Наприклад, на півночі Гани оплата ціни нареченої означає вимогу жінки до народження дітей, а жінки, які використовують контроль за народжуваністю, ризикують.
Додаткова конвенція 1956 р. Про скасування рабства, торгівлю рабами та установи та практики, подібні до рабства, визначає «інститути та практики, подібні до рабства», включаючи:

## Репродуктивні права інтерсекс-людей
Інтерсексність у людей ― це варіація статевих ознак, включаючи хромосоми, статеві залози або статеві органи, які не дозволяють чітко визначити стать людини. Варіації можуть включати неоднозначність статевих органів та поєднання хромосомного генотипу та статевого фенотипу, крім XY та XX. Інтерсекс-людей часто незаконно піддають «нормалізації статі» — хірургічному та гормональному лікуванню в дитячому та підлітковому віці, часто також включаючи стерилізацію.
1 лютого 2013 року Хуан Е Мендес, Спеціальний доповідач ООН з питань катувань та інших жорстоких, нелюдських або таких, що принижують гідність, видів поводження чи покарання, виступив із заявою: «Діти, які народилися з нетиповими статевими ознаками, часто піддаються незворотному присвоєнню статі, мимовільній стерилізації, мимовільній операції з нормалізації статевих органів, що проводиться без їх поінформованої згоди або з боку батьків, залишаючи їм постійне, необоротне безпліддя і завдаючи серйозних душевних страждань».
У травні 2014 року Всесвітня організація охорони здоров'я опублікувала спільну заяву про ліквідацію примусової та мимовільної стерилізації, Міжвідомчу заяву з УВКПЛ, ООН-Жінки, ЮНЕЙДС, ПРООН, UNPFA та ЮНІСЕФ. У звіті рекомендується ряд керівних принципів для запобігання примусовій стерилізації при лікуванні, включаючи забезпечення автономії пацієнт/ки при прийнятті рішень, забезпечення недискримінації, підзвітності та доступу до засобів правового захисту.

## Репродуктивні права чоловіків
Репродуктивні права чоловіків вимагають різні організації як щодо питань репродуктивного здоров'я, так і щодо інших прав, пов'язаних із статевим розмноженням.
Три міжнародні проблеми репродуктивного здоров'я чоловіків ― це захворювання, що передаються статевим шляхом , рак та вплив токсинів.
У 2006 році Національний центр для чоловіків порушив справу в США Ро проти Вейда, який стверджував, що у разі небажаної вагітності, коли неодружена жінка повідомляє чоловікові, що вагітна від нього, він повинен мати можливість відмовитися від усіх батьківських прав та обов'язків. Прихильники стверджують, що це дало б жінці час прийняти обґрунтоване рішення і надати чоловікам такі ж репродуктивні права, як і жінкам. У своєму розгляді справи Апеляційний суд США заявив, що «Чотирнадцята поправка не заперечує [державі] повноважень по-різному ставитись до різних класів осіб».

### Донорство сперми
Закони багатьох країн вимагають, щоб донори сперми були анонімними або відомими реципієнтці, або закони обмежують кількість дітей, яких може доручити кожен донор. Хоча багато донорів вирішили залишатися анонімними, нові технології, такі як Інтернет та ДНК-технології, відкрили нові шляхи для тих, хто бажає дізнатись більше про біологічного батька, братів і сестер. Викрадення сперми ― ще одна пов'язана проблема.

## Критика
Деякі противники права на аборт розглядають термін «репродуктивні права» як евфемізм, який впливає на емоції на користь аборту. Національне право на життя називає «репродуктивні права» терміном «вигадки» та «кодовим словом для аборту». У США противники права на аборт почали підбурювати теорії змови щодо захисників репродуктивних прав, звинувачуючи їх у просуванні расистської програми євгеніки та спробі зменшити афроамериканську народжуваність у США.

## Репродуктивні права військових в Україні
У 2023 році Президент України підписав закон, що зобов'язує утилізувати заморожений біоматеріал військових після їхньої смерті. Постмортальне використання біоматеріалу є предметом вивчення науки біоетика, та обговорюється в багатьох країнах. МОЗ запевняє, що не буде утилізовувати заморожений біологічний матеріал українських військових, та запровадить державне фінансування допоміжних репродуктивних технологій.  Обговорення цього питання викликало широкий резонанс серед цивільних дружин та дружин військових, так я багато з них хотіли би мати дітей від їхніх військових чоловіків, які загинули.